# Crawford County, Michigan
Crawford County är ett administrativt område i delstaten Michigan, USA, med 14 074 invånare. Den administrativa huvudorten (county seat) är Grayling. 

## Geografi
Enligt United States Census Bureau har countyt en total area på 1 459 km². 1 455 km² av den arean är land och 14 km² är vatten. 

### Angränsande countyn
- Otsego County - nord
- Montmorency County - nordost
- Oscoda County - öst
- Ogemaw County - sydost
- Roscommon County - syd
- Missaukee County - sydväst
- Kalkaska County - väst
- Antrim County - nordväst